# Mediální analýza
Mediální analýza je přehledný rozbor mediálního obrazu nějaké společnosti, osobnosti nebo tématu. Je založena na podrobném zpracování souhrnu všech zpráv, které o analyzovaném subjektu nebo tématu zveřejnila sledovaná média v období, které bylo předmětem analýzy. V potaz jsou přitom brány nejrůznější formální a obsahové parametry, a to jak kvantitativního (například počet příspěvků, druh média, nejaktivnější autoři příspěvků atd.), tak i kvalitativního charakteru (zejména identifikace hlavních kauz, tematického zaměření článků a posouzení hodnotového vyznění příspěvků – tonality).

## Cíle
Cílem mediální analýzy je utřídit a zpřehlednit informace z médií, upozornit na trendy a souvislosti, porovnat četnost zveřejněných příspěvků s konkurencí. Mediální analýza může poskytnout informaci o tom, zda je subjekt v médiích prezentován spíše v pozitivním, neutrálním nebo negativním duchu. Jejím prostřednictvím lze vytipovat skutečnosti, které negativně ovlivňují obraz subjektu či jej naopak vylepšují. Z dlouhodobějšího hlediska pak lze i vypozorovat postoj jednotlivých médií ke sledovanému subjektu či tématu.
Mediální analýza dále umožňuje zachytit, v jaké souvislosti jsou v médiích osobnosti, firmy, úřady nebo jiné instituce prezentovány. Může dát odpověď na otázku, zda některá témata nejsou v médiích opomíjena či zda jim není naopak věnována nevhodně rozsáhlá pozornost. Pomocí mediální analýzy lze ukázat, která média projevují největší zájem o sledovanou firmu, instituci či osobnost, a stanovit i odhad reálného „zásahu“ čtenářů či posluchačů zveřejněnými informacemi.

## Periodicita
Mediální analýzu je možné provádět jednorázově, zpravidla v návaznosti na určitou mediálně významnou událost, nebo pravidelně – týdně, měsíčně, čtvrtletně, ročně. Některé společnosti, zaměřené na mediální trh a budující systematicky svůj archiv zpráv, nabízejí svým klientům možnost provádět mediální analýzy i za několik let zpětně. V takovém případě lze sledovat a porovnávat vývoj mediálního obrazu subjektu v poměrně dlouhém časovém období.

## Mediální obraz
Předmětem mediální analýzy je mediální obraz sledovaného subjektu (instituce, osobnosti) nebo tématu. Je to souhrnné označení pro celkové vyznění zpráv, které o subjektu nebo události uveřejnila média. Celkový mediální obraz se může skládat z takových dílčích ukazatelů, jako jsou počet zpráv, jejich hodnotové vyznění, rozložení zpráv v čase a v různých typech médií, struktura dílčích témat či kauz atd. Mediální obraz bývá považován za důležitý nástroj, podle něhož lze hodnotit, jakou odezvu mají v médiích aktivity sledovaného subjektu. Proto řada firem, institucí i jednotlivců působících ve státní, nestátní či soukromé sféře svůj mediální obraz prostřednictvím mediálních analýz průběžně sleduje, vyhodnocuje a porovnává s ostatními subjekty. 
Součástí analýzy může být i tzv. výroková analýza, kdy jsou zaznamenány přesné citace výroků např. politiků v médiích a na jejich základě lze provést rozbor jejich vývoje v čase, roztřídit dle jednotlivých témat apod.

## Pojmy mediální analýzy

### Kauza
Jedním z důležitých  ukazatelů mediálního obrazu, který je v mediální analýze sledován, je kauza. Ta označuje konkrétní časově ohraničenou událost vztahující se k subjektu, jehož mediální obraz je zkoumán. Kauza nemusí být nutně vůči sledovanému subjektu negativní.

### Hodnotové vyznění
Hodnotové vyznění (tonalita) vypovídá o tom, zda autor zprávy přisuzuje subjektu, jehož mediální obraz je zkoumán, pozitivní či negativní hodnocení, nebo zda vůči němu zaujímá neutrální stanovisko. Na základě takového posouzení jednotlivých zpráv z médií lze zhodnotit jak hodnotové vyznění celkového mediálního obrazu subjektu, tak i hodnotové vyznění jeho dílčích aktivit či kauz, příspěvků v jednotlivých médiích a podobně.

### Mediální dopad
Dalším sledovaným parametrem mediální analýzy může být mediální dopad. Jeho hodnota je stanovována na základě čtenosti či sledovanosti média, v němž byl konkrétní příspěvek o daném subjektu  zveřejněn. U některých typů tištěných médií hraje roli i umístění příspěvku v rámci titulu.

### Ekvivalent reklamní plochy
Parametr mediální analýzy AVE (advertisment value equivalent) umožňuje definovat ekvivalent reklamní plochy, a to na základě srovnání velikosti plochy zprávy s cenou stejně velkého reklamního prostoru v médiu, kde byla tato zpráva uveřejněna. 

## Příklady mediálních analýz
- Metodika mediálních analýz Archivováno 28. 4. 2009 na Wayback Machine. – metodika vzniku mediální analýzy
- Mediální obraz českého předsednictví: Proti protekcionismu a rozruch v EP – zkrácená verze mediální analýzy
- Mediální obraz menšin v ČR Archivováno 31. 1. 2009 na Wayback Machine. – zkrácená verze mediální analýzy